# Wiadro (jednostka miary)
Wiadro – dawna jednostka objętości, stosowana w Rosji. 1 wiadro to 10 krużek lub 100 czarek i odpowiada objętości 12,3 litra.